# Owen Thompson
Pour les articles homonymes, voir Thompson.
Owen George Thompson (né le 17 mars 1978)  est un homme politique du Parti national écossais (SNP). Il est député de Midlothian de 2015 à 2017 et de 2019 à 2024.

## Biographie
Thompson grandit à Loanhead après y être arrivé à l'âge de sept ans . Il étudie la comptabilité et la finance à l'Université Napier d'Édimbourg .
Il est élu pour la première fois au conseil de Midlothian lors de l'élection partielle de Loanhead en 2005. À 27 ans, il est le plus jeune conseiller d'Écosse à l'époque. Il est ensuite réélu lors des élections du conseil de 2007 et de nouveau lors des élections du conseil de 2012 ,. Il est chef du conseil en novembre 2013, succédant à son collègue du parti Bob Constable.
En décembre 2014, la branche SNP de Bonnyrigg, Loanhead et district nomme Thompson comme candidat officiel du parti aux élections générales de 2015 . Il est élu député de Midlothian avec 24 453 voix, soit 50,6% des suffrages exprimés ,. Le 20 mai 2015, il est nommé au bureau des whips du SNP sous la direction du whip en chef du SNP, Mike Weir (homme politique) .
Thompson perd de peu son siège aux élections générales de 2017 au profit de Danielle Rowley du Parti travailliste par 885 voix, obtenant 34,4% de la part totale des voix, contre 36,4% pour Rowley . Cependant, deux ans plus tard, aux élections de 2019, il reprend le siège, avec 41,5% des voix et une majorité de 5 705 voix (11,8%). Il est battu en 2024 par Kirsty McNeill.